# 엔리케 리스테르

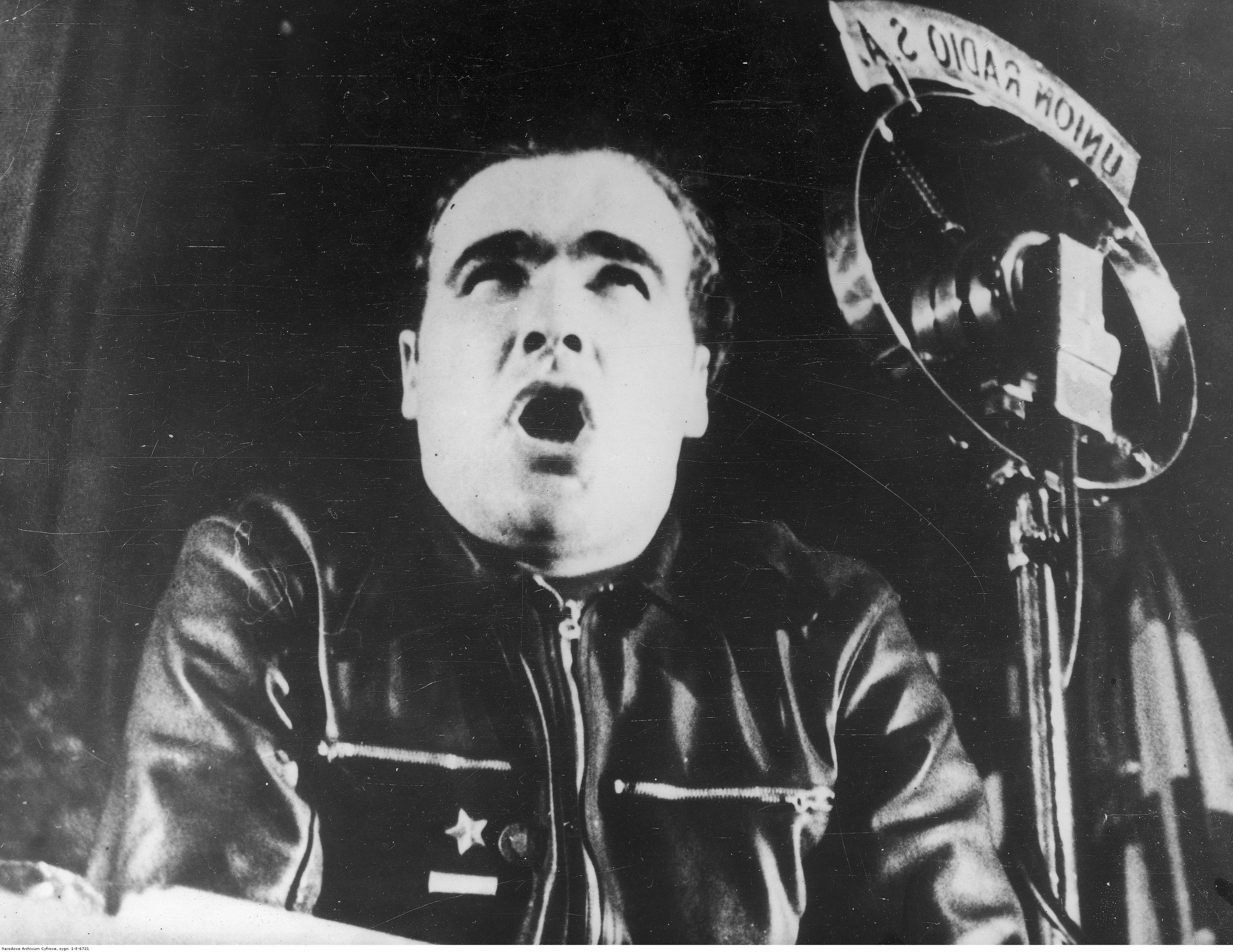

엔리케 리스테르 포르한(스페인어: Enrique Líster Forján: 1907년 4월 21일-1994년 12월 8일)은 에스파냐의 공산주의 정치인, 군인이다.
1907년 라코루냐 아메네이로 출신. 초기생을 쿠바에서 석조공으로 보냈다.:112 1925년 귀국해 에스파냐 공산당(PCE)에 입당했고, 혁명활동에 참여하여 국외망명했다. 1931년 8월 쿠바에서 헤라르도 마차도 대통령의 계엄령에 저항하는 봉기가 일어나자 거기에 참여했고, 같은 해 12월 에스파냐 제2공화국이 선포되자 다시 귀국했다. 1932년에서 1935년까지 소련의 프룬제 군사아카데미에서 훈련을 받았다.:310
1936년 에스파냐 내전이 시작되자 제5연대에 입대했고, 이듬해 제11사단 사단장이 되었다. 리스테르는 제11사단장으로서 마드리드 전투를 비롯한 중요 전투에 참전했다. 1936년 10월 시세냐 전투에서 공화국군의 역공에 혼성여단을 지휘하여 참여했으나 역공은 실패로 끝났다. 하라마 전투에서 리스테르는 사단장으로서 국민군의 공격을 막아내는 데 일조했으며, 과달라하라 전투에서 공화국군의 성공적인 역공에 중요한 역할을 했다.:581
리스테르는 공화파의 전쟁영웅으로 널리 선전되었으며, 주로 11사단장으로서 과달라하라, 브루네테,:689-692 벨치테, 테루엘 등 가장 중요한 전투에 참전함으로써 그 명성을 쌓았다.:768 리스테르는 브루네테에서 거의 제로에 가까운 사상자로 국민파 참모진을 사로잡는 데 성공했다고 알려져 더욱 명성을 얻었다. 그러나 앤서니 비버는 2006년 연구에서 브루네테에서 리스테르의 병력 13,353명 중 4,300명이 사망했음을 밝혀냈다.:285 비버는 당시 리스테르의 사단이 붕괴하고 사단본부는 도주했으며, 도주한 이들 400여명이 7월 24일 총살에 처해졌다는 소련 군사고문단의 보고서도 발굴했다.:282
이후 리스테르는 제5육군단장이 되어 에브로 전투와 카탈루냐 공세에 참여했다.:374 그러나 리스테르의 출신 부대인 11사단은 1937년 8월 에브로 함락에 실패하고 심각한 피해를 입었고 국제전차연대는 전차 대부분을 상실했다. 이로 인해 리스테르는 당시 제11사단이 소속되어 있던 제5군단 군단장 후안 모데스토와 원수지간이 되었다.
내전이 공화파의 패배로 돌아간 뒤 리스테르는 모스크바로 망명갔으며 제2차 세계대전에서 소련군 장성으로 참전했다. 그는 1944년 1월 레닌그라드 공방전에 종군했고, 또한 유고슬라비아 인민군에서도 장군 계급을 받고 종군했다. 1959년 말 피델 카스트로의 정보총수 라미로 발데스가 멕시코시티에서 KGB와 접촉했을 때, 소련은 백여 명의 에스파냐어 구사자들을 고문관으로 넘겨 주었는데 그 중에 엔리케 리스테르도 있었다. 이들은 쿠바에서 혁명방어위원회를 조직했다.
1968년 에스파냐 공산당이 소련의 체코슬로바키아 침공(프라하의 봄)을 규탄하자  리스테르는 1973년 공산당에서 탈당, 에스파냐 공산노동자당(PCOE)을 창당했다. 리스테르는 프란시스코 프랑코가 죽은 뒤인 1977년 에스파냐로 귀국했고, 에스파냐의 민주화 이행기에 공산당에 재입당했다. 1994년 마드리드에서 죽었다. 향년 87세.